# 國都劇場
國都劇場（こくとげきじょう、朝鮮語: 국도극장）は、かつて存在した大韓民国の映画館である。1913年（大正2年）1月1日、日本統治時代の朝鮮の京城府黄金町（現在の大韓民国ソウル特別市中区乙支路）の黄金遊園地内に映画館黄金館（こがねかん）として開館した。黄金演藝館（こがねえんげいかん、新漢字表記黄金演芸館）とも呼ばれる。1929年（昭和4年）には東亜倶樂部（とうあクラブ）と改称、その後、1940年（昭和15年）前後には京城寶塚劇場（けいじょうたからづかげきじょう、新漢字表記京城宝塚劇場）と改称した。第二次世界大戦終了後は日本人による経営から離れ、アメリカ軍が接収した。1948年に國都劇場と改称、1954年5月14日、韓国民間の手に戻された。1999年に閉館・解体された。

## 沿革
- 1913年1月1日 - 黄金館として開館[1][2][10]
- 1917年5月 - 洋館に改築[3]
- 1929年 - 東亜倶樂部と改称[5][6][7]
- 1935年 - 鉄筋コンクリート造に改築[2]
- 1940年前後 - 京城寶塚劇場と改称[8][9]
- 1945年 - アメリカ軍が接収[1]
- 1948年 - 國都劇場と改称[1][2]
- 1954年5月14日 - 韓国民間の手に戻される[1]
- 1997年 - 休館状態へ[2]
- 1999年9月 - 閉館・解体[2]

## データ
- 所在地 : 朝鮮京城府黄金町4丁目310番地[3][4][5][6][8][9]
  - 現在の大韓民国ソウル特別市中区乙支路4街310番地 ベストウエスタン國都ホテルの位置[1]

北緯37度33分58.78秒 東経126度59分46.48秒 / 北緯37.5663278度 東経126.9962444度
- 経営 : 
  1. 田村みね[3]
  2. 田村ノブ[4]
  3. 東亜キネマ（徳永熊一郎、1929年[5][6] - 1940年前後）
  4. 東宝劇場 （1940年前後[8][9] - 1945年）
  5. 在朝鮮アメリカ陸軍司令部軍政庁 （1945年 - 1954年[1]）
  6. 國都劇場 （1954年 - 1999年[1]）
- 構造 : 鉄筋コンクリート造[2]
- 観客定員数 : 1,500名（1925年[3]・1927年[4]） ⇒ 1,000名（1929年[5]・1930年[6]） ⇒ 1,136名（1942年[8]・1943年[9]）

## 概要

### 日本統治の時代
1913年（大正2年）1月1日、日本が統治していた時代の朝鮮の京城府黄金町4丁目310番地（現在の大韓民国ソウル特別市中区乙支路4街310番地）に、黄金館として開館した。当時の黄金町は日本人街として知られ、同館は黄金遊園地のなかにつくられた。黄金演藝館とする資料も存在する。1925年（大正14年）に発行された『日本映画年鑑 大正十三・四年』によれば、1917年（大正6年）5月に約5万円（当時）を投じて洋館に改築されており、敷地は600坪（約1,983.5平方メートル）、当時の同館の所有者は田村みね、支配人は南郷公利、興行系統は帝国キネマ演芸、観客定員数は1,500名を収容しうる大きな劇場であった。当時の同館の従業員数は35名、うち映画説明者（活動写真弁士）が5名、楽士が7名であった。当時の同館では『肉弾』（監督若山治、製作配給帝国キネマ演芸、1924年4月2日公開）、『籠の鳥』（監督松本英一、主演澤蘭子、製作配給帝国キネマ演芸、同年8月14日公開）、『ラ・バタイユ』（監督エドゥアール＝エミール・ヴィオレ、主演早川雪洲、フランス公開1923年12月23日、日本公開1924年）等が上映され、好評を博したという記録が残っている。

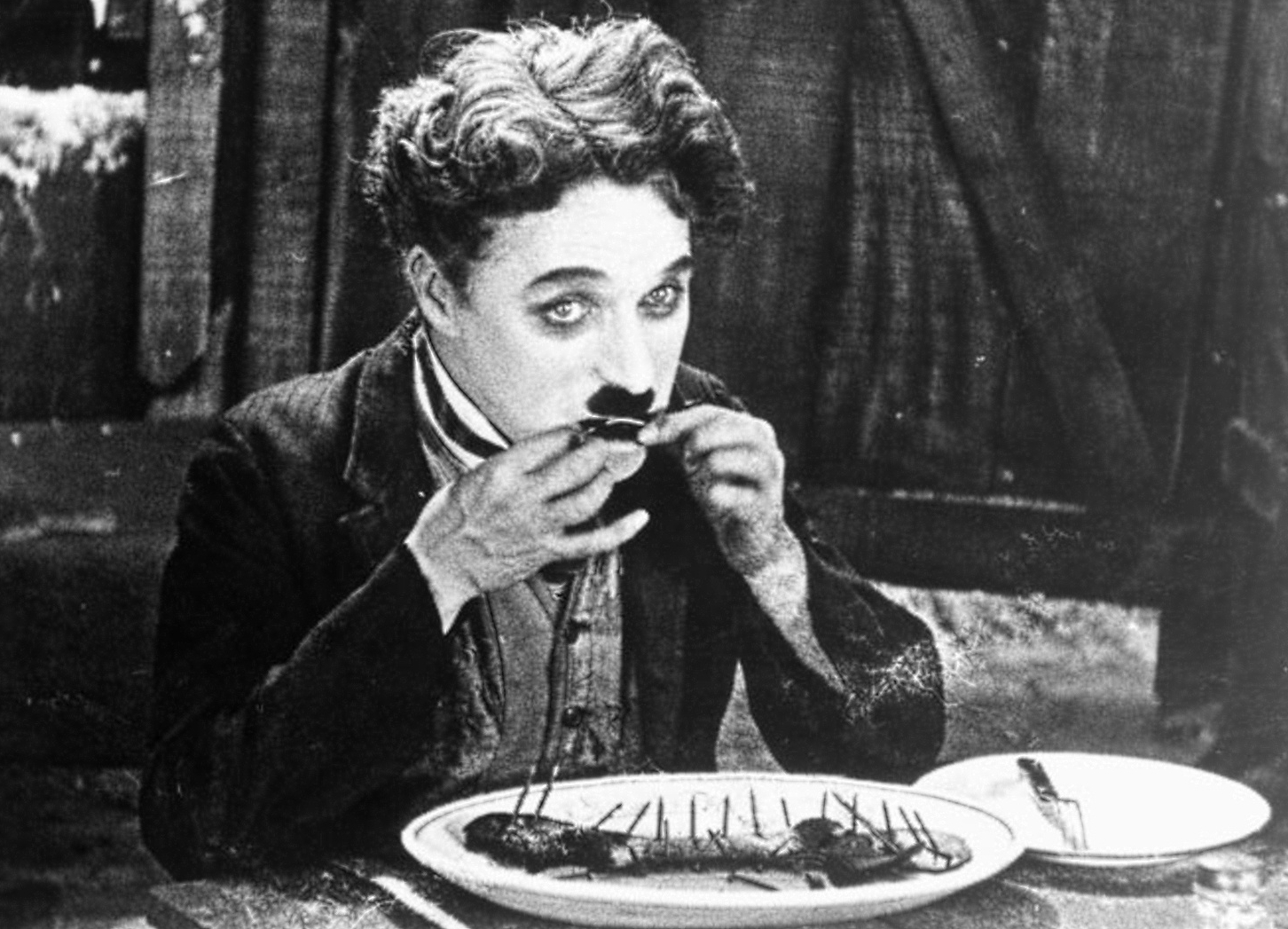
黄金館時代に上映した『黄金狂時代』（1925年）

昭和に入ると所有者は田村ノブ、支配人は早川孤舟、興行系統は東亜キネマ、パラマウント映画、ユニヴァーサル映画に変わっており、当時の同館では菊池寛『第二の接吻』を原作とした『京子と倭文子』（監督伊藤大輔、製作聯合映画芸術家協会・伊藤映画研究所、1926年1月22日公開）、『十誡』（監督セシル・B・デミル、アメリカ公開1923年11月23日、日本公開1925年2月6日）、『黄金狂時代』（監督主演チャールズ・チャップリン、アメリカ公開1925年6月26日、日本公開同年12月31日）等が上映され、好評を博した記録が残っている。1929年（昭和4年）には東亜倶樂部と改称、所有者は田村ノブから東亜キネマ（代表・徳永熊一郎）の直営になって支配人は佐々木健之助に変わり、興行系統は東亜キネマのみ、観客定員数も1,000名になっている。1935年（昭和10年）には、鉄筋コンクリート造に改築され、大理石でつくられた宮殿風のこの建物は、同館が閉館するまで使用された。この新築以降の観客定員数は1,136名である。
1940年（昭和15年）前後には京城寶塚劇場と改称、東宝映画の劇場部門の直営館になっている。第二次世界大戦が始まり、戦時統制が敷かれ、1942年（昭和17年）、日本におけるすべての映画が同年2月1日に設立された社団法人映画配給社の配給になり、映画館の経営母体にかかわらずすべての映画館が紅系・白系の2系統に組み入れられるが、『映画年鑑 昭和十七年版』には同館の興行系統については記述されていない。

### 國都劇場の時代
1945年（昭和20年）8月15日、第二次世界大戦が終了し、同年9月8日から1948年8月15日に大韓民国が建国されるまでの間は、在朝鮮アメリカ陸軍司令部軍政庁がこの地域を統治した。同館はアメリカ軍が接収して軍が使用した。大韓民国建国のころに國都劇場と改称、韓国民間の手に戻されて、改修ののち1954年5月14日に再開館した。1955年には、同館で『春香伝』（原題춘향전、監督李圭煥）が公開され、同国の映画史に残るヒットとなった。1968年7月16日に公開された青春映画『憎くてももう一度』（原題미워도 다시 한 번、監督鄭素影）も同劇場で上映されており、そのほか多くの韓国映画が同館で公開された。1974年4月26日に公開された、当時韓国映画史上最大の興行収入を樹立した『星の故郷』（原題별들의 고향、監督李長鎬）、1975年2月11日に公開された『ヨンジャの全盛時代』（原題영자의 전성시대、監督キム・ホソン）といった韓国映画の代表作が同館で公開されている。しかしながら、1990年代に入ると、同館は市内他地区、忠武路等の映画館に押されるようになっていった。
同館の建物の解体と再開発を報じた2000年（1月18日付の東亜日報の記事によれば、1997年（平成9年）ころにはすでに休館同然の状態に入っており、1999年9月末には解体に入ったという。ソウル市当局が同館の再開発を禁じ、同館の建物を文化財に指定する旨の通達を出したのは、すでに解体が始まった同年10月4日であった。祥明大学校のチョ・ヒムン教授は、同建物の歴史性や美観を考えれば、保存されるべきであったと述べた。現在は跡地にベストウエスタン國都ホテルが建ち、同館が存在したことを示す石碑が建っている。